# Ярослав Юрьевич (князь муромский)
Ярослав Юрьевич (ум. после 1248) — князь муромский с 1237 года, единственный сын муромского князя Юрия Давыдовича. О его правлении практически ничего не известно.

## Биография
В 1232 году муромские и рязанские войска участвовали в походе владимирских князей на мордву, однако неизвестно, принимал ли в этом походе участие Ярослав.
После того, как осенью 1237 года в сражении на реке Воронеж во время похода Батыя на Русь погиб муромский князь Юрий Давыдович, ему в Муроме наследовал единственный сын Ярослав.
В 1239 году монголы завоевали мордовские земли и в том же году сожгли Муром.
В 1248 году упоминается, что князь Ярослав выдал замуж свою дочь за ростовского князя Бориса Васильковича. После этого упоминания о муромских князьях исчезают до 1345 года.

## Семья
Имя жены Ярослава неизвестно. В источниках у него упоминается только одна дочь:
- Мария — жена с 1248 года Ростовского князя Бориса Васильковича (1231—1277).

О наличии сыновей у Ярослава ничего не известно. В 1345 году упоминается о смерти муромского князя Василия Ярославича, которого сменил брат Юрий. В «Бархатной книге» они названы сыновьями Ярослава Юрьевича. Однако у исследователей есть сомнения в том, что жившие 80 лет спустя после Ярослава князья могли быть его сыновьями. Вероятнее, что Василий и Юрий были внуками или правнуками Ярослава Юрьевича.